# Acte gratuit
Ein acte gratuit (frz. „willkürliche Handlung“) ist eine absurde, meist gewalttätige und zerstörerische spontane Handlung ohne Sinn oder nachvollziehbare Motivation. In der modernen französischen Literatur steht der Begriff für eine symbolische Auflehnung gegen jede Art von Determinismus und Kausalität. Wilpert betont die Spontaneität: er ist „eine plötzliche, impulsive (...) Handlung aus spontaner Eingebung“.

## Beispiel
In seinem Roman Les caves du Vatican (1914) gibt André Gide ein prägnantes Beispiel für das, was er in Le Prométhée mal enchaîné (1899) auch „l′acte autochtone“ nannte: Aus spielerischer Lust an einer Handlung, welche die Unmittelbarkeit und Zweckfreiheit des Traums erreicht, stößt der Held Lafcadio den ihm unbekannten Händler Fleurissoire aus einem fahrenden Zug.

## Einordnung
Der Terminus acte gratuit ist für die neue ethische Bindungslosigkeit und die Hochschätzung einer totalen individuellen Disponibilität am Anfang des vergangenen Jahrhunderts – unter Nietzsches und Bergsons Einfluss – kennzeichnend. Die hinter dem acte gratuit stehende Auflehnung gegen jede Art von Determinismus und Kausalität und letzten Endes gegen die menschliche Existenz überhaupt wurde in weiteren Werken thematisiert, z. B. bei Sartre (La nausée) oder Camus (L′étranger), wobei der dem acte gratuit innewohnende metaphysische Humor noch spürbar ist.

## Notizen
1. ↑  Gero von Wilpert: Sachwörterbuch der Literatur (= Kröners Taschenausgabe. Band 231). 8., verbesserte und erweiterte Auflage. Kröner, Stuttgart 2001, ISBN 3-520-23108-5, S. 5.